# Nectomys
Nectomys es un género de roedores de la familia Cricetidae, comúnmente denominados ratas de agua o ratas nadadoras de pies escamosos.

## Características
Se trata de ratas entre los 13 y 23 cm de longitud del cuerpo y 15 a 23 cm de largo de la cola, siendo las hembras un poco menores que los machos. Las vibrisas son cortas; las orejas son notorias, desnudas arriba y peludas en la base. El pelo es suave y denso, en el lomo es pardo obscuro a negruzco; en el vientre es gris brillante, con diversos tonos amarillos; en las patas es corto de color crema. Los dedos están unidos por membranas interdigitales.

## Historia natural
Son de hábitos nocturnos, solitarios y semiacuáticos. Se alimentan de caracoles, crustáceos, insectos y otros invertebrados acuáticos y también de frutos, semillas y hongos. Viven en bosques, pantanos y plantaciones cercanas a cuerpos de agua. Construyen madrigueras bajo los troncos o raíces, una de cuyas salidas va al agua.

## Especies
Las especies conocidas son:
- Rata de agua ecuatoriana Nectomys apicalis (Peters, 1861), en la Amazonia, en Ecuador, Colombia, norte del Perú y occidente del Brasil.
- Rata de agua colombiana Nectomys magdalenae (Thomas, 1897), en Colombia y Venezuela en las vertientes orientales al norte de los Andes y en el valle del río Magdalena.
- Rata de agua de Trinidad Nectomys palmipes (Allen & Chapman, 1893), en Trinidad y Tobago y la costa de Venezuela.
- Rata de agua de pies pequeños Nectomys rattus (Pelzeln, 1883) o Nectomys parvipes (Petter 1979), en la Guayana francesa.
- Rata de agua brasileña Nectomys squamipes (Brants, 1827), en la costa oriental de Brasil y la costa de las Guayanas.